# Proteolys
Proteolys är en biokemisk term för sönderdelningen av en polypeptid till mindre peptider och fria aminosyror. Enzymgruppen som ansvarar för denna nedbrytning kallas proteaser. Dessa beståndsdelar kan spjälkas vidare och då är gruppen peptidas ansvarig för nedbrytning. 
Trots den kemiska mångfalden är slutprodukten särskilt ofta någon av följande: acetyl-CoA, alfa-ketoglutarat, oxaloacetat, fumarat eller succinyl-CoA.
Proteinnedbrytning är ett för cellen nödvändigt förlopp; dagligen syntetiseras och degraderas upp till ett halvt kilo proteiner i människans celler. Livslängden för ett protein kan variera, faktiskt inom ett så brett spann som minuter och flera år. 
Nedbrytningen av proteiner sker på två principiellt olika sätt. Nedbrytning av de cellegna proteinerna sker mestadels i proteasomen. Proteasomen är invärtes uppbyggd av proteaser, med de aktiva ytorna riktade inåt för att inte cytosolens proteiner skall angripas. Proteaserna degraderar proteinet till peptidfragment som sedan degraderas i cytosolen av specifika proteaser. Proteasomet har en "cap structure" som identifierar den ubiquitinsvans som proteinet fått i den av enzymer medierade polyubiquitinylering som föregår nedbrytningen (i proteasomen) av ett protein. Såväl ubiquitinuppmärkningen som degraderingen kostar ATP.
En annan väg för proteinnedbrytningen är via proteolys i lysosomerna. Denna är främst förekommande i de fall då proteinerna tagits upp av cellen med endocytos.